# 双桥区 (重庆市)
双桥区是重庆市一个已撤销的市辖区。位于距重庆主城区以西80公里，与大足、永川二县区相邻。下辖双路街道、通桥街道和龙滩子街道办事处（2015年），幅员43.1平方公里，全区总人口50000人。2011年10月，经国务院批准，重庆市调整部分行政区划，撤销双桥区和大足县，设立大足区。同时设立重庆市双桥经济技术开发区，管辖原双桥区管辖区域与邮亭镇，由重庆市委、市政府委托大足区委区政府管理。

## 设区历史
双桥区是重庆市面积最小、人口最少的一个区。1966年，四川汽车制造厂在大足县建成投产，双桥区则因川汽厂建设需要而建立。双桥区曾为重庆市在永川地区境内的唯一外飞地，直至1983年永川地区撤销后整体并入重庆市。
- 1965年7月，为了加强“三线”建设，中国政府引进法国贝利艾军车技术，在原江津地区大足县双路公社兴建了四川汽车制造厂。[2]

- 1974年2月，四川省革命委员会在向国务院呈报的《关于建立大足汽车制造厂行政区由重庆市直辖的请示报告》中，建议将大足县双路公社和元通公社的青春、天星、白鹤、天桥及土桥公社的茅店、新民等6个生产大队划归新置之行政区，由重庆市直辖。双路公社建制及社名不变，另外6个大队组建为通桥公社（取元通、土桥公社社名各一字而成），并从双路、通桥两公社首尾各取一字，以“双桥”二字作为新置行政区名。
- 1975年10月，为了更好地给四川汽车制造厂提供行政，后勤服务，经国务院批准从大足县划部分区域成立双桥区，隶四川省重庆市，重庆直辖后，仍属重庆市。
- 2011年10月，与大足县合并设立大足区。

## 延伸阅读
- 《中国行政区划简册2007年版本》